# Simona Gioli
Simona Gioli (Rapallo, 17 de septiembre de 1977) es una jugadora de voleibol italiana, miembro de la Selección Nacional Italiana de Mujeres este,ganó la medalla de oro en el Campeonato de Europa 2007 en Bélgica y Luxemburgo.
Ha obtenido numerosos premios entre ellos: “Jugadora más Valiosa” y “Mejor Bloqueadora”  en la Copa Mundial Femenina de la FIVB 2007 y la Copa de Grandes Campeones FIVB 2009 de las mujeres. También recibió el premio “MVP” en la copa CEV 2006-07 ganada por su equipo Sirio Perugia. Ganó el 2007-2008 CEV Indesit Campions League con Sirio Perugia y también fue galardonada individualmente como la “Jugadora más valiosa”. Jugando con el equipo Dynamo de Moscú,ganó la medalla de plata en los CEV Indesit Champions League, donde también fue elegida  “Mejor jugadora”.
Juega en el Galatasaray, un equipo de Turquía.